# Martin Ferdinand Quadal
Martin Ferdinand Quadal (ou Chwadal ou Chvatal) est né le 28 octobre 1736 à Niemtschitz, près de Kojetín en margraviat de Moravie, et est mort le 30 décembre 1808 (11 janvier 1809 dans le calendrier grégorien) (ou 1811) à Saint-Pétersbourg. C'est un peintre autrichien néo-classique, portraitiste, peintre animalier et graveur.

## Biographie
Il étudie à l'Académie des Beaux-Arts de Vienne de 1758 à 1762, puis il visite la France où il est un des élèves de François Boucher en 1767. Il vient à Londres de 1771 à 1773 et voyage à Dublin et York. Il fait le Grand Tour en Italie à Florence, Rome et Naples en 1783 et 1784.
Il travaille ensuite à Vienne de 1786 à 1790 et retourne en Angleterre de 1791 à 1793, puis aux Provinces-Unies et en Pologne.
À partir de 1797, il travaille en Russie et séjourne à Saint-Pétersbourg jusqu'en 1804. Il réalise le tableau Le Couronnement de Paul Ier et de Maria Feodorovna, mais acquiert surtout sa renommée en organisant l’exposition de ses œuvres dans une tente pittoresque sur la Perspective Nevski. Peu de temps après, en 1804, il est admis à l'Académie impériale des beaux-arts.
Il passe ensuite deux ans à Londres, avant de retourner à Saint-Pétersbourg ou il restera jusqu'à sa mort.

## Œuvre
Son œuvre la plus connue est celle de l'Académie de Vienne dans laquelle les élèves sont en train de passer l'examen d'études de nus. Influencé par la peinture anglaise, c'est un des portraitistes les plus populaires de son époque.
- Autoportrait, vers 1785, huile sur toile, 37 × 27 cm, Musée RISD, Providence[2]
- Les Buveurs de vin, 1786, huile sur toile, 94 × 119 cm, Musée national de Varsovie[3]
- L'Atelier de l'Académie de Vienne dans le bâtiment Sainte-Anne en 1787 , 1787, huile sur toile, 145 × 206 cm, Académie des beaux-arts de Vienne[4]
- Autoportrait, 1788, Cincinnati Art Museum[5]
- L'Empereur Joseph II avec l'archiduc Franz et le général dans le camp près de Minkendorf en novembre 1786, 1788, huile sur toile, 212 × 325 cm, Musée d'histoire militaire de Vienne[6],[7]
- Autoportrait, 1798, huile sur toile, 74 × 57 cm, Musée de l'Ermitage, Saint-Pétersbourg[8]

Son autoportrait a été exposé en 1803, mais il est difficile de l’identifier avec celui actuellement présenté à l’Ermitage. Selon Ernst, les autoportraits du peintre de la  collection de la Princesse M.P. Dolgoroukova, ont été conservés au Musée Roumiantsev à Moscou (Ernst 1916).
- Le Couronnement de Paul Ier et Maria Feodorovna, huile sur toile, 336 × 310 cm, Musée d'Art Radichtchev (Saratov)[10]
- Portrait de la grande duchesse Maria (1786 - 1850), fille du tsar Paul Ier, 1799, huile sur toile, 67 × 56 cm, Musée du Louvre, Paris[11]
- La Grande-duchesse Anna enfant, fille du tsar Paul Ier, huile sur toile, 66 × 56 cm, Musée du Louvre, Paris[12]
- Portrait du comte Nikolai Saltykov (1736-1816), 1807, pastel sur carton, 35 × 29 cm, Musée de l'Ermitage, Saint-Pétersbourg[13]
- Femme avec une bougie, huile sur toile, 75 × 62 cm, Palais Łazienki, Varsovie[14]
- Paysage idéal, huile sur toile, 54 × 73 cm, Alte Pinakothek, Munich[15]

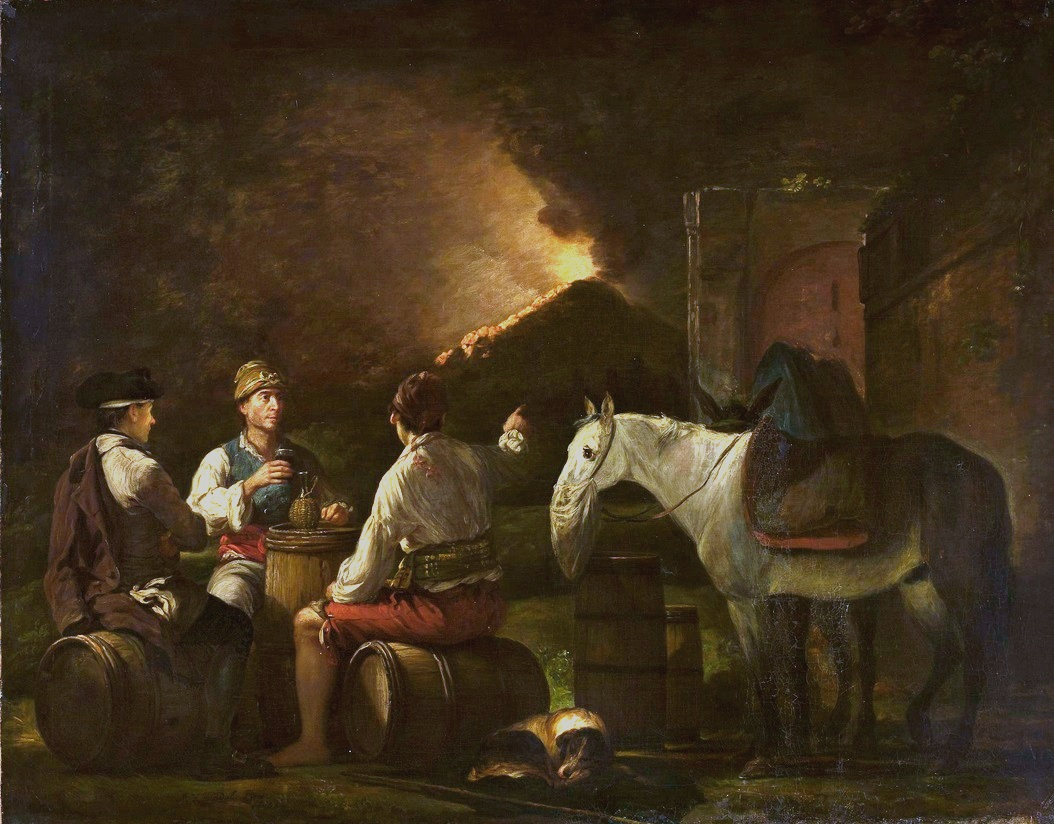
Les Buveurs de vin, 1786 Musée national de Varsovie
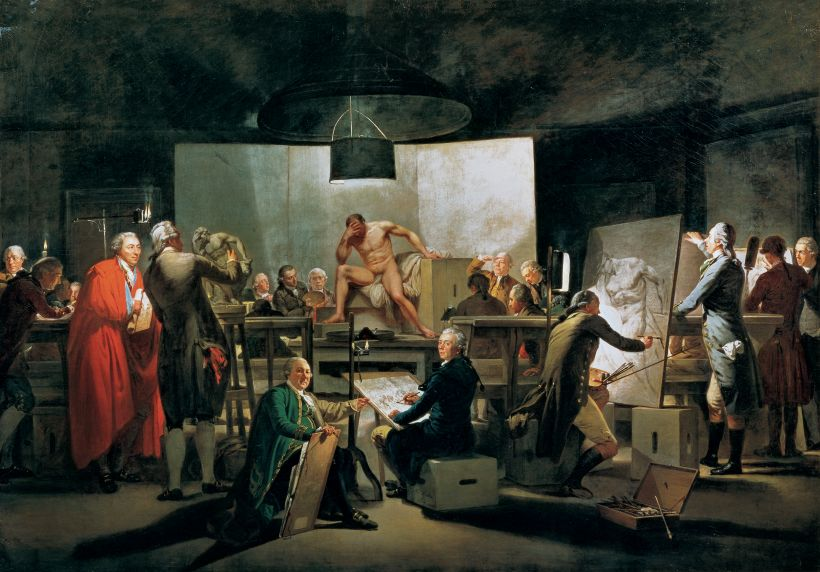
L'Académie de Vienne, 1787 Académie des beaux-arts de Vienne
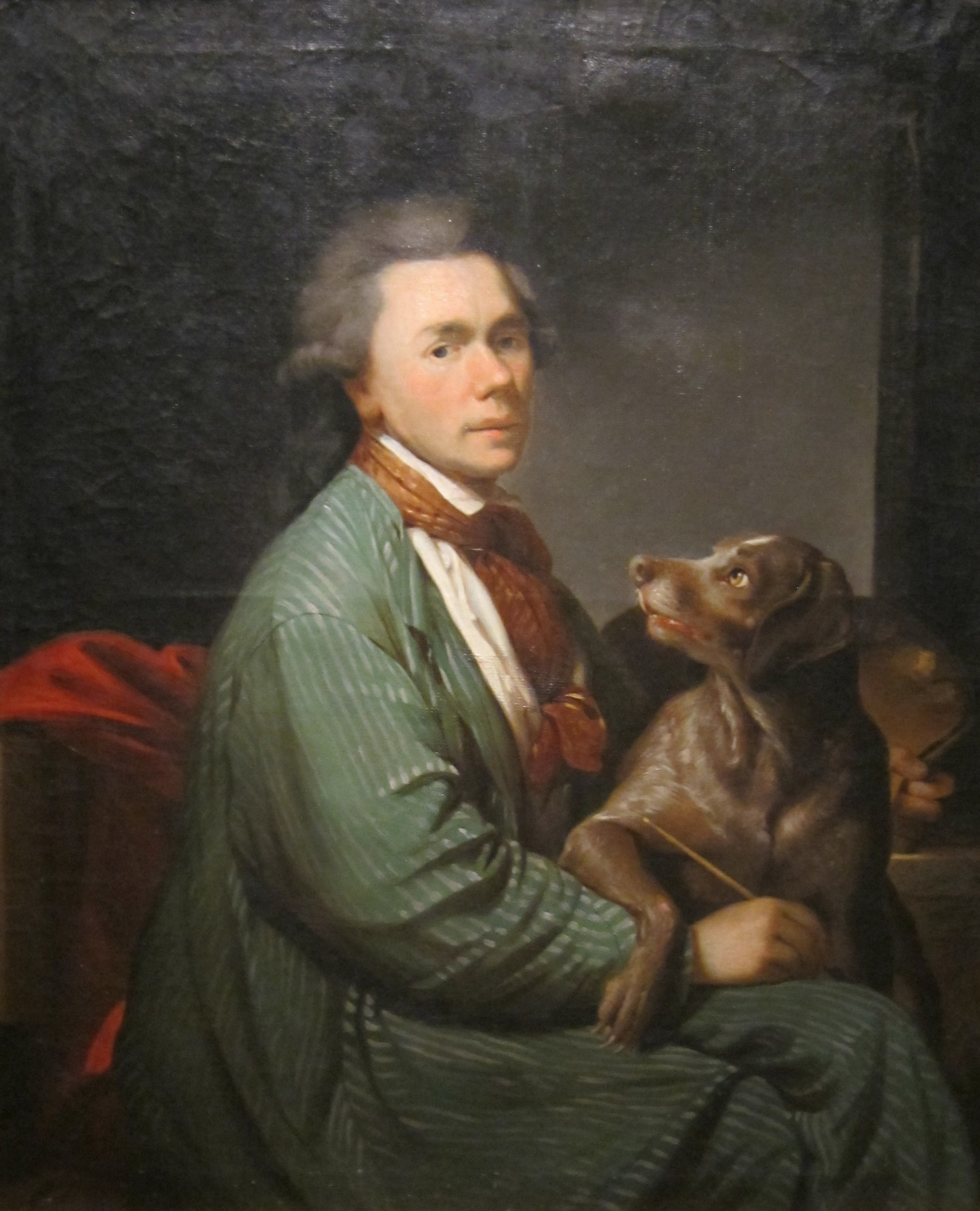
Autoportrait, 1788 Cincinnati Art Museum
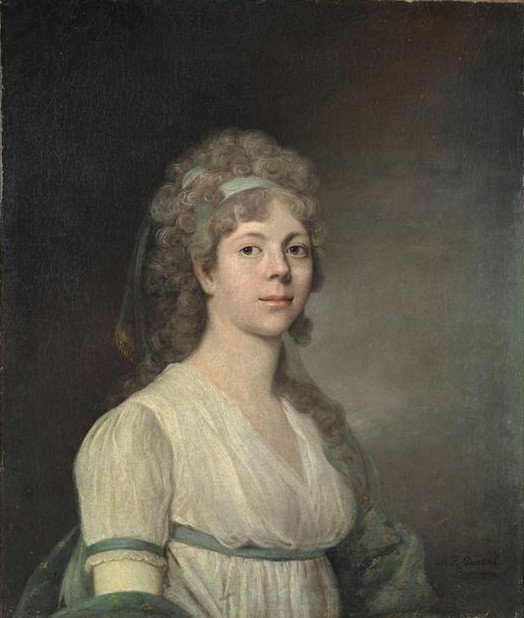
Maria Pavlovna, 1799 Musée du Louvre
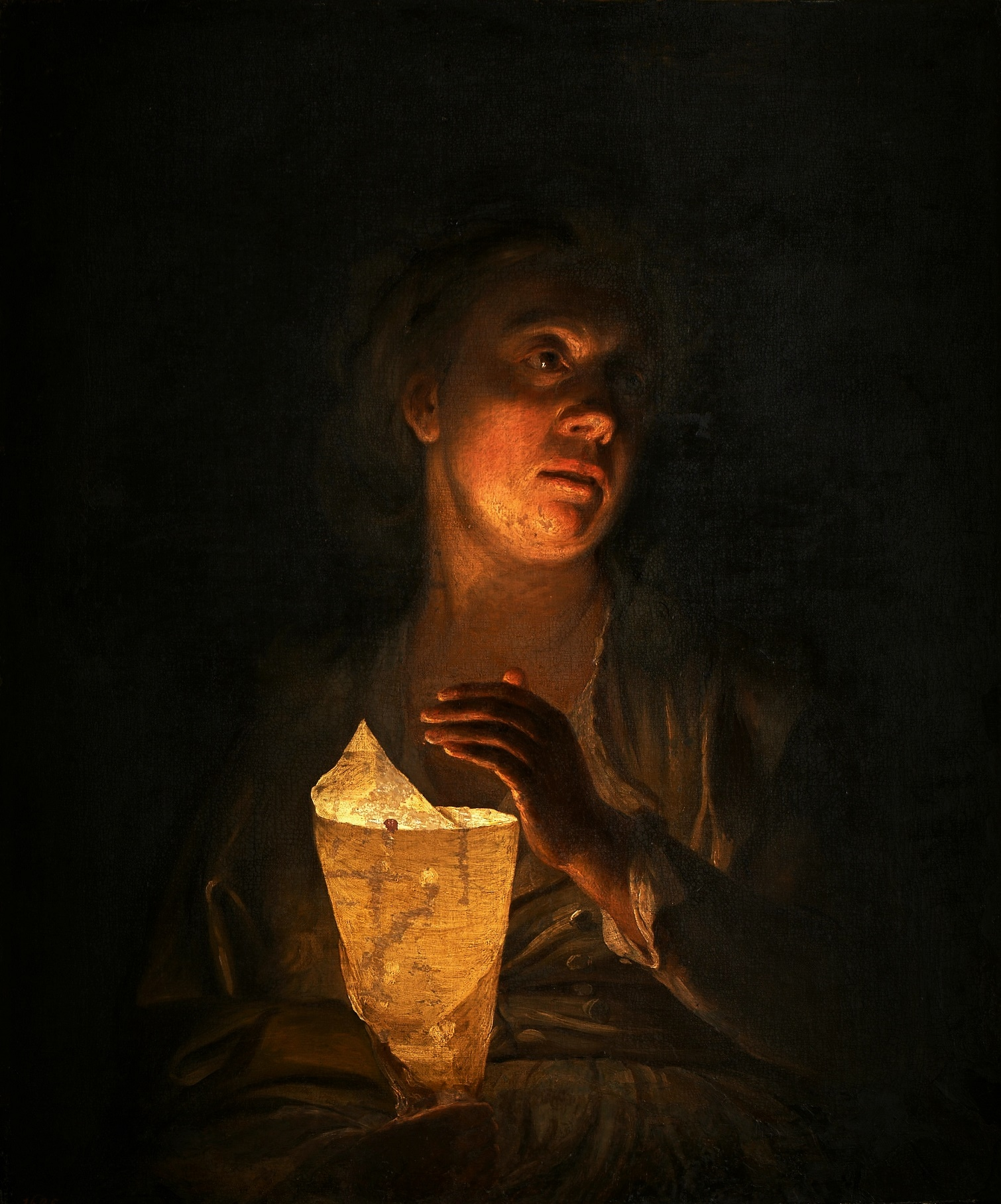
Femme avec une bougie Palais Łazienki (Varsovie)
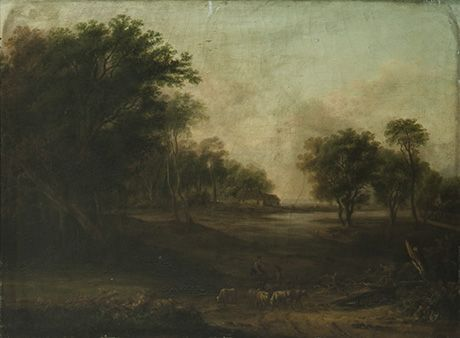
Paysage idéal Alte Pinakothek

Il a gravé à l'eau-forte un Groupe de chats, un Enfant avec un chien et des études sur des animaux domestiques et sauvages (Londres, 1793).